# جوليان ميشيل
جوليان ميشيل (بالفرنسية: Julian Michel)‏ (19 فبراير 1992 اشيرول فرنسا - ) هو لاعب كرة قدم فرنسي يلعب كلاعب وسط.

## روابط خارجية
- جوليان ميشيل على موقع قاعدة بيانات كرة القدم.إي يو (الإنجليزية)
- جوليان ميشيل على موقع Soccerway.com (الإنجليزية)
- جوليان ميشيل على موقع AS.com (الإسبانية)